# Jüdischer Friedhof (Ibbenbüren)

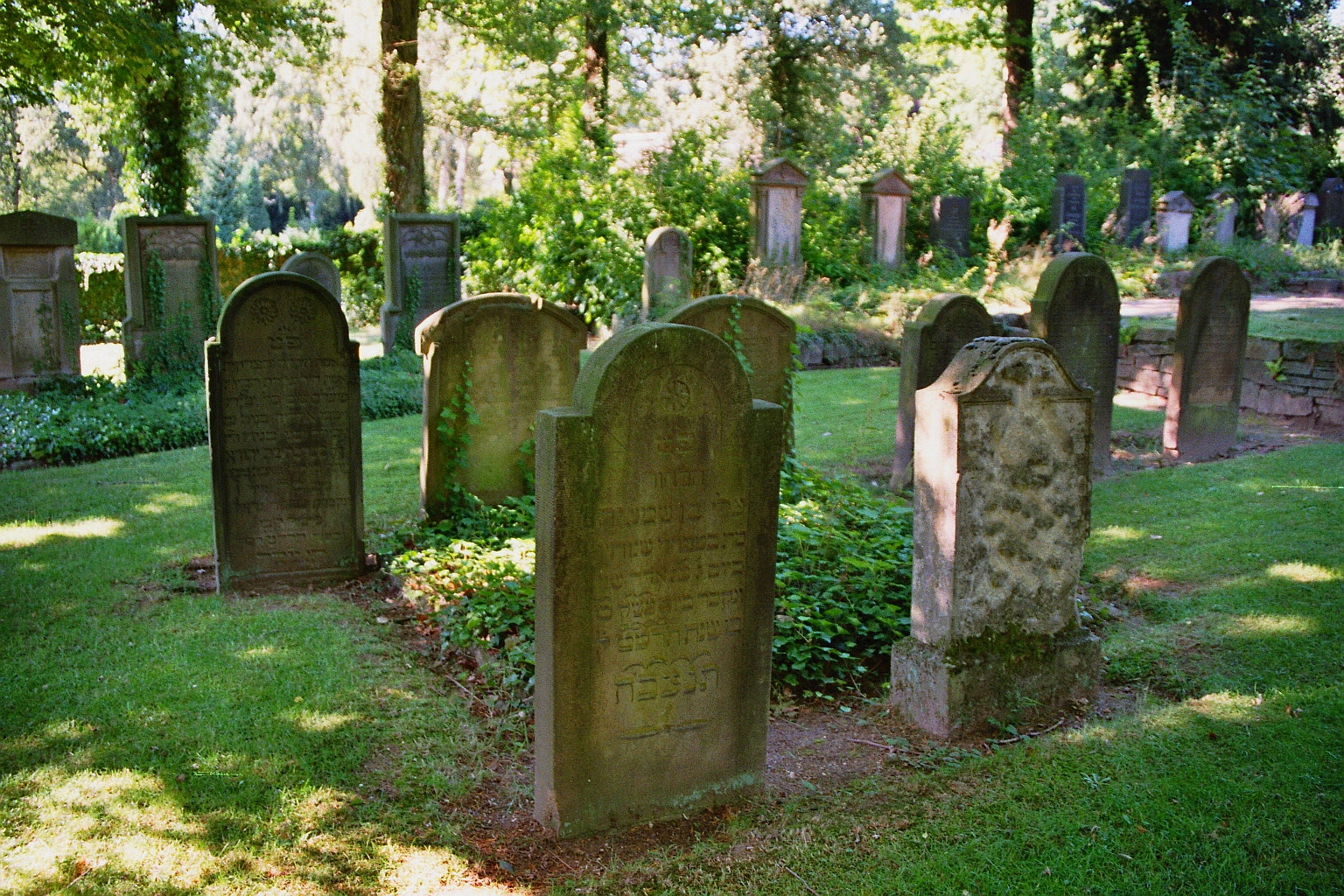
Der jüdische Friedhof in Ibbenbüren

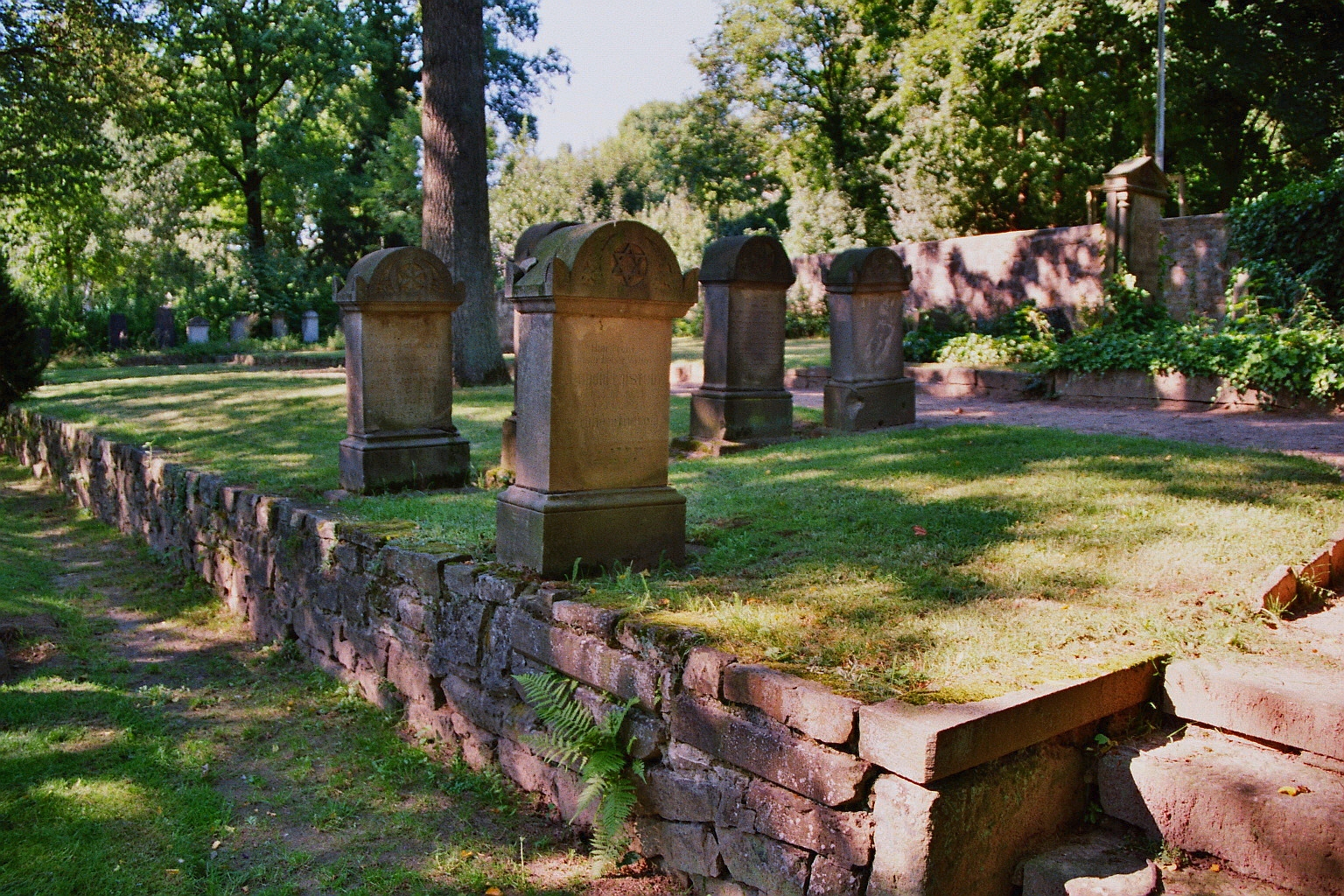
Der jüdische Friedhof in Ibbenbüren

Der Jüdische Friedhof Ibbenbüren ist ein geschütztes Baudenkmal in der Stadt Ibbenbüren in der Region Tecklenburger Land (Kreis Steinfurt) im nördlichen Teil von Nordrhein-Westfalen. Der Friedhof, der sich am Zentralfriedhof an der Bockradener Straße / Nordstraße befindet, wurde von 1760 bis 1938 belegt. Seit 1986 ist er als Baudenkmal eingetragen. Es sind 66 Grabsteine erhalten. Die älteste erhaltene Inschrift stammt aus dem Jahr 1862.